# Campeonato Virginense de Futebol (Ilhas Virgens Americanas)
O US Virgin Islands Championship é a principal divisão do futebol nas Ilhas Virgens Americanas. Antes de 2019, o campeonato era dividido em duas partes: a St Croix Soccer League e a St Thomas League, as ligas das duas ilhas principais do arquipélago. Os dois melhores colocados de cada liga se classificavam para a decisão em um torneio eliminatório. A partir de 2019, as equipes das duas ilhas passaram a competir juntas na mesma liga, chamada de U.S. Virgin Islands Premier League1. Os vencedores disputam o Caribbean Club Shield, uma competição regional que dá acesso à Liga dos Campeões da CONCACAF. O estádio principal é o Lionel Roberts Park, com capacidade para 9.000 pessoas.
A temporada 2019-20 da U.S. Virgin Islands Premier League foi a segunda edição da liga unificada, e a 16ª edição do U.S. Virgin Islands Soccer Championship, mas foi interrompida em março de 2020 devido à pandemia de COVID-19 e posteriormente declarada encerrada sem um campeão. A temporada 2020-21 também foi cancelada por causa da pandemia. A temporada 2022-23 é a primeira temporada que as Ilhas Virgens Americanas sediam uma liga ou campeonato doméstico de clubes desde o início da pandemia. A temporada começou com as temporadas da St. Thomas e St. Croix Soccer League em 20 de outubro de 2022, e terminará com a final do clube da associação em 12 de março de 2023.

## Temporada 2014–15

### St Thomas League
- Raymix
- Haitian Victory

- Raymix
- Haitian Victory
- Positive Vibes
- New Vibes
- La Raza FC
- UWS Upsetters Sports Club
- Togetherness
- MI Roc Masters
- Waitikubuli United Sports Club

### St Croix League
- Free Will Baptist
- Helenites
- Prankton United
- Rovers United
- True Players
- Unique Football Club

- Positive Vibes
- New Vibes
- La Raza FC
- UWS Upsetters Sports Club
- Togetherness
- MI Roc Masters
- Waitikubuli United Sports Club

- Free Will Baptist
- Helenites
- Prankton United
- Rovers United
- True Players
- Unique Football Club

## Campeões

### St Croix League
| Ano       | Campeão          |
| --------- | ---------------- |
| 1968-1969 | Hess Oil Company |
| 1969-1997 | desconhecido     |
| 1997-1998 | Helenites        |
| 1998-1999 | Unique           |
| 1999-2000 | Helenites        |
| 2000-2001 | Helenites        |
| 2001-2002 | Helenites        |
| 2002-2003 | Helenites        |
| 2003-2004 | Helenites        |
| 2005-2006 | Helenites        |
| 2006-2007 | Helenites        |
| 2007-2008 | Helenites        |
| 2008-2009 | Helenites        |
| 2009-2010 | Unique           |
| 2010-2011 | Helenites        |
| 2011-2012 | Helenites        |
| 2012-2013 | Rovers United    |
| 2013-2014 | Helenites        |
| 2014-2015 | Helenites        |
| 2015-2016 | Helenites        |
| 2016-2017 | Helenites        |

### St Thomas League League
| Ano       | Campeão            |
| --------- | ------------------ |
| 1995-1996 | MI Roc Masters     |
| 1996-1997 | Saint-John United  |
| 1997-1998 | MI Roc Masters     |
| 1998-1999 | MI Roc Masters     |
| 1999-2000 | UWS Upsetters      |
| 2000-2001 | UWS Upsetters      |
| 2001-2002 | Waitikubuli United |
| 2002-2003 | Waitikubuli United |
| 2003-2004 | desconhecido       |
| 2004-2005 | Positive Vibes     |
| 2005-2006 | Positive Vibes     |
| 2006-2007 | Positive Vibes     |
| 2007-2008 | Positive Vibes     |
| 2008-2009 | New Vibes          |
| 2009-2010 | Positive Vibes     |
| 2010-2011 | desconhecido       |
| 2011-2012 | New Vibes          |
| 2012-2013 | Positive Vibes     |
| 2013-2014 | Positive Vibes     |
| 2014-2015 | Raymix             |
| 2015-2016 | Raymix             |
| 2016-2017 | Raymix             |

### USVI Championship
| Ano            | Campeão        | Placar           | Vice-Campeão   |
| -------------- | -------------- | ---------------- | -------------- |
| 1997-1998      | MI Roc Masters |                  | Helenites      |
| 1998-1999      | Não disputado  |                  |                |
| 1999-2000      | UWS Upsetters  | 5-1              | Helenites      |
| 2000-2001      | UWS Upsetters  |                  | Rovers United  |
| 2001-2002      | Haitian Stars  | 1-0              | UWS Upsetters  |
| 2002-2003      | Não disputado  |                  |                |
| 2003-2004      | Não disputado  |                  |                |
| 2004-2005      | Positive Vibes | 2-0              | Helenites      |
| 2005-2006      | New Vibes      | 4-2              | Positive Vibes |
| 2006-2007      | Helenites      | 1-0              | Positive Vibes |
| 2007-2008      | Positive Vibes |                  | New Vibes      |
| 2008-2009      | New Vibes      | 1-0              | Positive Vibes |
| 2009-2010      | Não disputado  |                  |                |
| 2010-2011      | Não disputado  |                  |                |
| 2011-2012      | Helenites      | 3-3 t.a.b. (5-4) | New Vibes      |
| 2012-2013      | New Vibes      | 0-0 t.a.b. (4-3) | Positive Vibes |
| 2013-2014      | Helenites      | 0-0 t.a.b. (3-1) | Positive Vibes |
| 2014-2015      | Helenites      |                  | Raymix         |
| 2015-2016      | Raymix         |                  | Helenites      |
| 2016-2017      | Raymix         |                  | Helenites      |
| 2017-2018      | Não Disputado  | Não Disputado    | Não Disputado  |
| PREMIER LEAGUE |                |                  |                |
| 2018-19        | Helenites      |                  | UWS SC         |

## Títulos por clube
| Clubes                         | Títulos | Anos                                             |
| ------------------------------ | ------- | ------------------------------------------------ |
| Helenites                      | 5       | 2006/2007, 2011/2012,2013/2014,2014/2015,2018/19 |
| New Vibes                      | 3       | 2005/06 , 2008/2009, 2012/2013                   |
| Positive Vibes                 | 2       | 2004/2005, 2007/2008                             |
| UWS Upsetters                  | 2       | 1999/2000, 2000/2001                             |
| Waitikubuli United Sports Club | 1       | 2002/03                                          |
| Haitian Stars                  | 1       | 2001/2002                                        |
| MI Roc Masters                 | 1       | 1997/1998                                        |